# Люпин багатолистий
Люпи́н багатоли́стий (Lupinus polyphyllus Lindl.) — вид квіткових рослин родини бобових (Fabaceae).

## Поширення
Люпин багатолистий родом із західної Північної Америки від південної Аляски і Британської Колумбії на схід через Альберту і західний Вайомінг до штатів Юта і Каліфорнія. Зазвичай росте вздовж струмків та річок.

## Опис
Багаторічна трав'яниста рослина з високим (до 70 см) прямим і борознистим, майже голим, блискучим стеблом. Коренева система стрижнева, на коренях є бульбочки з бактеріями, що здатні засвоювати азот з повітря. Листки пальчастоскладні, з 10-15 листочками, на довгих черешках. Листочки складного листка ланцетоподібні, короткозагострені, цілокраї, темно-зелені, зверху голі, знизу притиснуто-дрібноволосисті, по краю з темними війками. Прилистки шилоподібні, часто на 3/4 зростаються з черешками, волосисті, опадні.
Квітки (в кількості 50-80) зібранні у довгі верхівкові китиці (до 50 см завдовжки). Чашечка двогуба, з цілісними або дуже дрібнозубчастими частками. Віночок метеликовий, втроє довший за чашечку, синій, рідше червоний. Човник дзьобоподібно зігнутий. Тичинок 10, що зрослися між собою тичинковими нитками, утворюючи так звану тичинкову трубку, всередині якої розташована маточка. Зав'язь верхня. Формула квітки: {\displaystyle \ast K_{5}\;C_{1=2=(2)}\;A_{10}\;G_{1}}.
Біб — видовжений, вузький, сплюснутий, чорний, густоволохатий, двостулковий, між насінинами є поперечні перегородки. Цвіте у травні-липні.